# Siloca bulbosa
Siloca bulbosa är en spindelart som beskrevs av Albert Tullgren 1905. Siloca bulbosa ingår i släktet Siloca och familjen hoppspindlar. Inga underarter finns listade i Catalogue of Life.